# 巴列德阿拉纳
巴列德阿拉纳（西班牙語：Valle de Arana）是西班牙巴斯克自治区阿拉瓦省的一个市镇。总面积39km²，总人口334人（2001年），人口密度9人/km²。